# Искра, Захар Юрьевич
Захар Юрьевич Искра (около 1650 — около 1730) — военный и политический деятель, полковник корсунский (1684—1707), один из руководителей антипольского восстания на Правобережной Украине в 1702—1704 годах.

## Биография
Происходил из казацко-старшинского рода Искр. Сын корсунского полковника Юрия Яковлевича Искры и внук запорожского гетмана Якова Острянина. Захар Искра начал казацкую службу на Правобережной Украине. В 1683 году участвовал в успешном походе польского короля Яна III Собеского против турецкой армии в Австрию и принял участие в знаменитой Венской битве. В 1684 году после восстановления правобережных казацких полков Захар Юрьевич Искра стал полковником корсунским. В 1686-1687 годах во главе своего полка Захар Искра вместе с другими правобережными полковниками участвовал в польском походе в Молдавию против турок-османов.
В 1699 году после завершения польско-турецкой войны (1683—1699) коронный сейм Речи Посполитой принял указ о ликвидации казачества на Правобережной Украине. Корсунский полковник Захар Искра вместе с наказным гетманом Самойлом Самусем, хвастовским полковником Семёном Палием и брацлавским полковником Андреем Абазиным возглавил национально-освободительную борьбу против польско-шляхетского владычества на Правобережной Украине. В октябре-ноябре 1702 года во главе корсунского полка разгромил польские войска под Немировом и Бердичевом, вынудил капитулировать польский гарнизон в замке Белая Церковь. Под нажимом превосходящих сил польской армии под командованием великого гетмана коронного Адама Николая Сенявского в 1704 году Захар Искра, Семён Палий и Самойло Самусь со своими полками отступили на Левобережную Украину, признав верховную власть украинского гетмана Ивана Степановича Мазепы. В 1704-1705 годах участвовал в двух походах левобережного гетмана Ивана Мазепы на Правобережную Украину.
В 1708 году за участие в доносе своего родственника и бывшего полтавского полковника Ивана Ивановича Искры на гетмана Захар Юрьевич Искра по приказу Ивана Мазепы был арестован в Батурине вместе со своим сыном Климентом.
В 1711 году после реабилитации Петром I Захар Юрьевич Искра вернулся на Левобережную Украину, где получил чин сотника в Погарской сотне Стародубского полка, в 1713 году числился «знатным войсковым товарищем», в 1714-1721 годах исполнял обязанности полкового обозного Стародубского полка.

## Дети
- Климентий Искра (ум. до 1730) — сотник трахтемировский, хорунжий полковой переяславский
- Иван Искра — сотник кампанейского полка
- Григорий Искра
- Елена Искра, жена компанейского полковника Карпа Чеснока.